# Roberto Tricella
Roberto Tricella (Cernusco sul Naviglio, Provincia de Milán, Italia, 18 de marzo de 1959) es un exfutbolista italiano. Se desempeñaba en la posición de defensa.

## Selección nacional
Fue internacional con la selección de fútbol de Italia en 11 ocasiones. Debutó el 8 de diciembre de 1984, en un encuentro amistoso ante la selección de Polonia que finalizó con marcador de 2-0 a favor de los italianos.

### Participaciones en Copas del Mundo
| Mundial                        | Sede   | Resultado        |
| ------------------------------ | ------ | ---------------- |
| Copa Mundial de Fútbol de 1986 | México | Octavos de final |

## Clubes
| Club           | País   | Año         |
| -------------- | ------ | ----------- |
| Inter de Milán | Italia | 1977 - 1979 |
| Hellas Verona  | Italia | 1979 - 1987 |
| Juventus F. C. | Italia | 1987 - 1990 |
| Bologna F. C.  | Italia | 1990 - 1992 |

## Palmarés

### Campeonatos nacionales
| Título      | Club           | País   | Año     |
| ----------- | -------------- | ------ | ------- |
| Copa Italia | Inter de Milán | Italia | 1977-78 |
| Serie B     | Hellas Verona  | Italia | 1981-82 |
| Serie A     | Hellas Verona  | Italia | 1984-85 |
| Copa Italia | Juventus F. C. | Italia | 1989-90 |

### Copas internacionales
| Título          | Club           | País   | Año     |
| --------------- | -------------- | ------ | ------- |
| Copa de la UEFA | Juventus F. C. | Italia | 1989-90 |